# Michael Cates
Pour les articles homonymes, voir Cates.
 (novembre 2021).
Michael Elmhirst Cates est un physicien britannique, 19e titulaire de la Chaire de professeur lucasien de mathématiques de l'université de Cambridge depuis le 1er juillet 2015.
Il a exercé auparavant en tant que professeur de Philosophie naturelle à l'université d'Édimbourg et en tant que chercheur à la Royal Society depuis 2007.